# Francisco Suárez
Francisco Suárez (Granada, 5 de janeiro de 1548 — Lisboa, 25 de setembro de 1617) foi um jesuíta, filósofo, jurista espanhol. Ele foi um dos principais expoentes da Escola de Salamanca e considerado um dos maiores escolásticos após Tomás de Aquino. Seu trabalho é considerado o marco inicial da segunda escolástica, e determinou a transição do movimento renascentista para o barroco. Suárez serviu de inspiração para figuras das mais diversas orientações filosóficas, tais como Leibniz, Grotius, Samuel Pufendorf, Schopenhauer e Martin Heidegger e criando vários disciplos nomeamdamente D. André de Almada. Na primeira parte das Disputas Metafísicas (I a XXIV), Suarez estabeleceu uma distinção metafísica que é considerada a base da filosofia moderna.

## Biografia
Francisco Suárez nasceu em Granada, em 5 de Janeiro de 1548, numa família de fidalgos com tradição militar, os Suárez de Toledo, parentes da casa dos duques de Alba. Estudou Direito na Universidade de Salamanca (entre 1561 e 1564), abandonando os estudos para ser admitido na Companhia de Jesus (fundada em 1540).
Em 16 de Junho de 1564 foi aceite na Companhia como "Indiferente", isto é, reservando-se os superiores a decisão de este se vir a tornar sacerdote ou irmão laico, dadas as dúvidas acerca da sua saúde e inteligência. Começou o noviciado em Medina del Campo, sendo poucos meses depois convidado a estudar Filosofia em Salamanca. Aí se viria a revelar como um dos melhores alunos, passando ao estudo da Teologia (1566-70).
Tendo tomado o hábito, em 1571, toda a sua vida virá a ser dedicada ao ensino. Começou nas escolas e universidades de Ávila e Segóvia (1575), passando a Valladolid (1576-80), Roma (1580-85), Alcalá (1585-93), Salamanca (1593-97) e Coimbra (1597-1615).
Na sua passagem por Roma foi próximo do cardeal Belarmino, que fora discípulo de Juan de Mariana, tendo o Papa Gregório XIII assistido ao seu primeiro curso. Em Alcalá de Henares, teve dificuldades com os censores; o dominicano Avendaño e os seus confrades jesuítas Vázquez e Lessius, ao publicar a sua primeira obra, em 1590, De Incarnatione Verbi.
Após a sua chegada à Universidade de Coimbra, foi nomeado para a cátedra de Prima de Teologia, e no mesmo ano se editaram as suas Disputationes metaphysicae, um extenso e minucioso tratado de ontologia. Doutorou-se na Universidade de Évora. Voltou a Coimbra para ensinar e publicar as obras que lhe valeram a designação de "Doutor Exímio", mestre incontestável da E=escolástica seiscentista. Publicou então De legibus (Coimbra, 1612) e, a pedido do Papa Pio V, a obra Defensio fidei catholicae (Coimbra, 1613).
Em 1615, publicou a obra De Fide e jubilou-se do ensino, saindo por essa altura de Coimbra para Lisboa. Morreu dois anos depois, ficando os seus restos mortais depositados na capela do altar da Anunciação da Igreja de São Roque, em Lisboa.

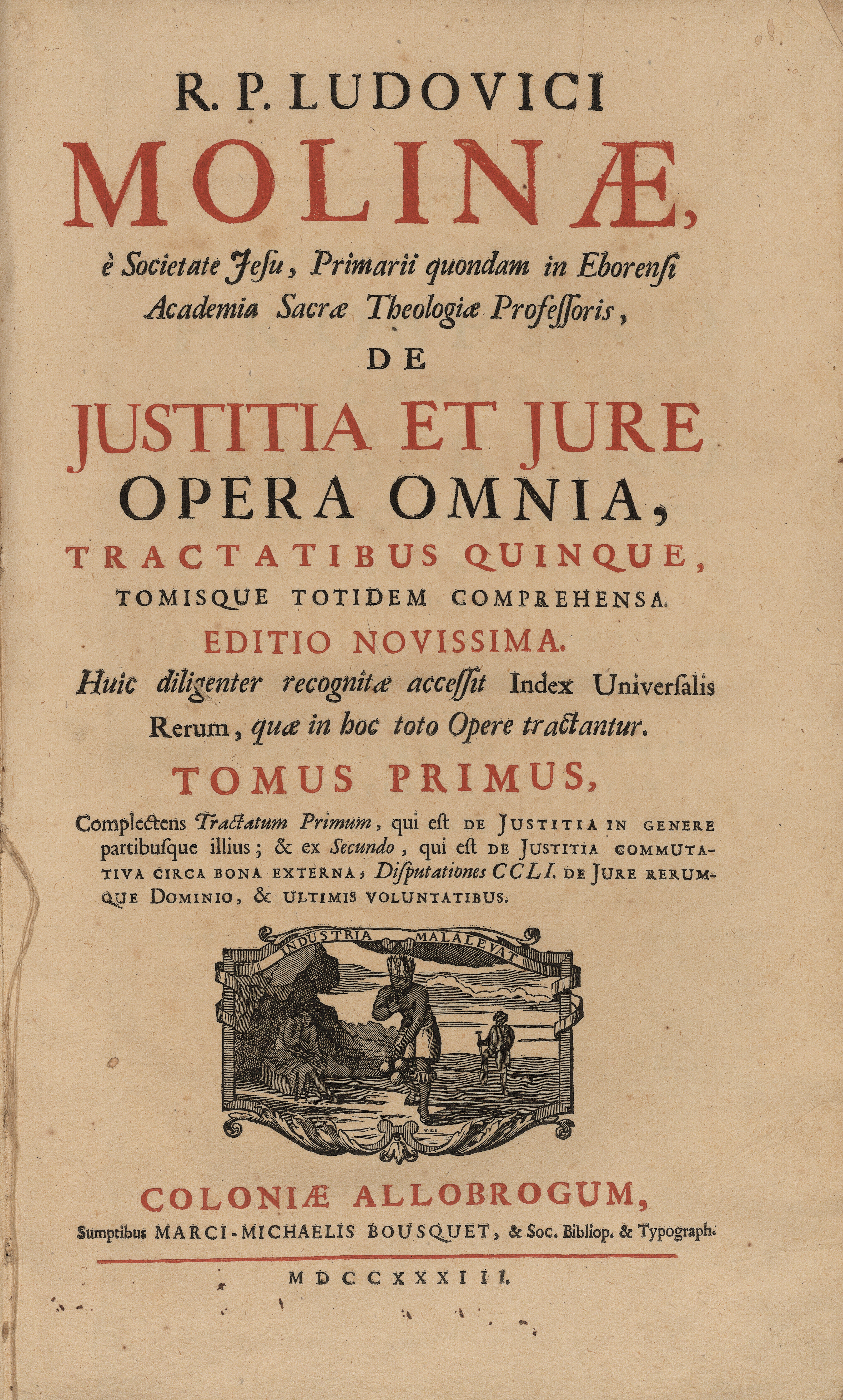
De iustitia et iure, 1733

## Pensamento

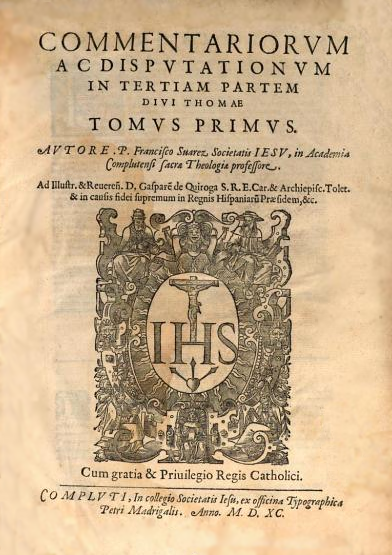
Commentariorum ac disputationum in tertiam partem divi Thomae (1590)

Summae theologiae. De Deo uno et trino, I, 1607

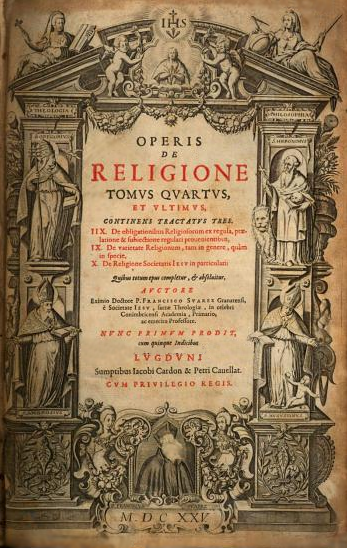
Operis de religione (1625)

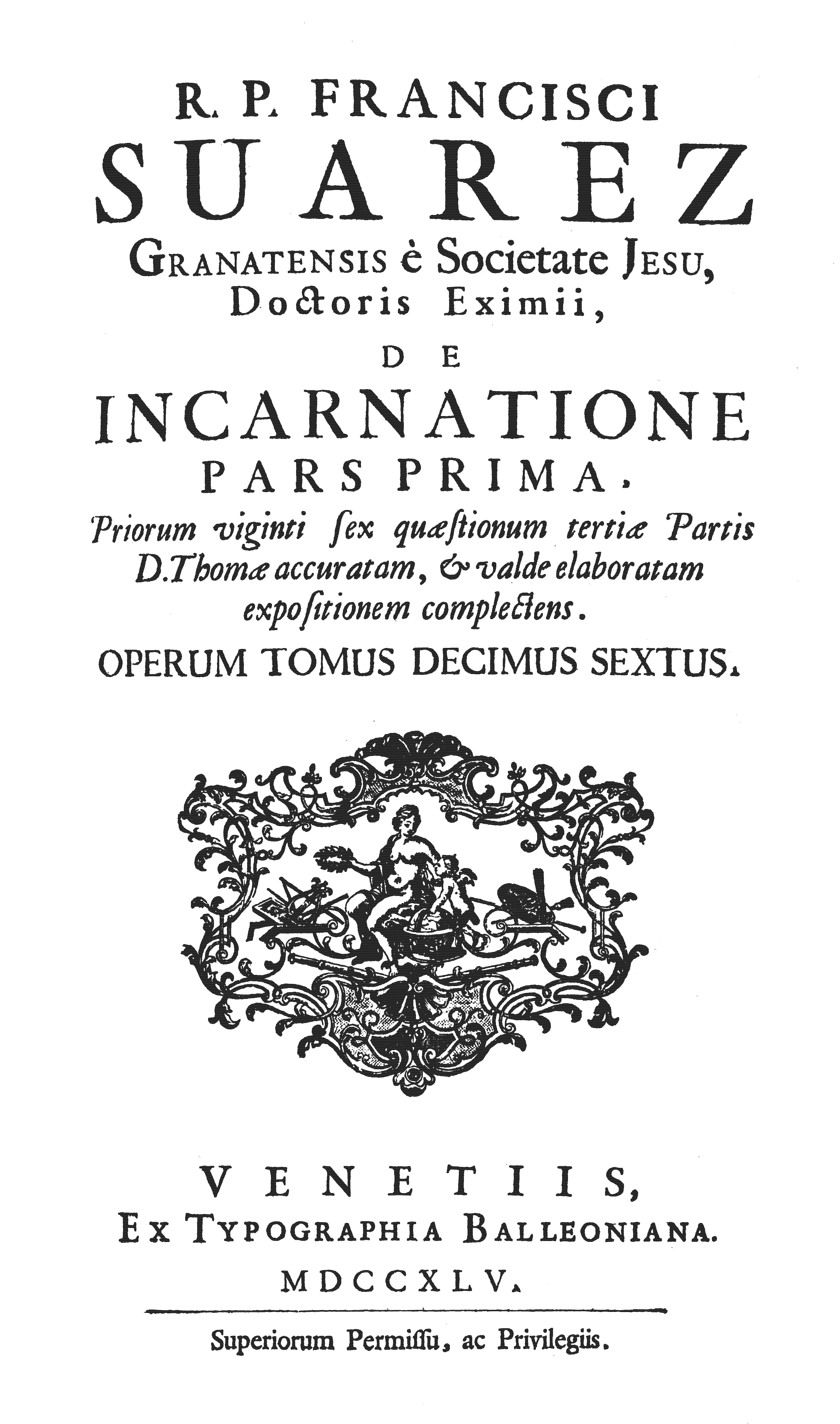
De incarnatione, pars prima (1745)

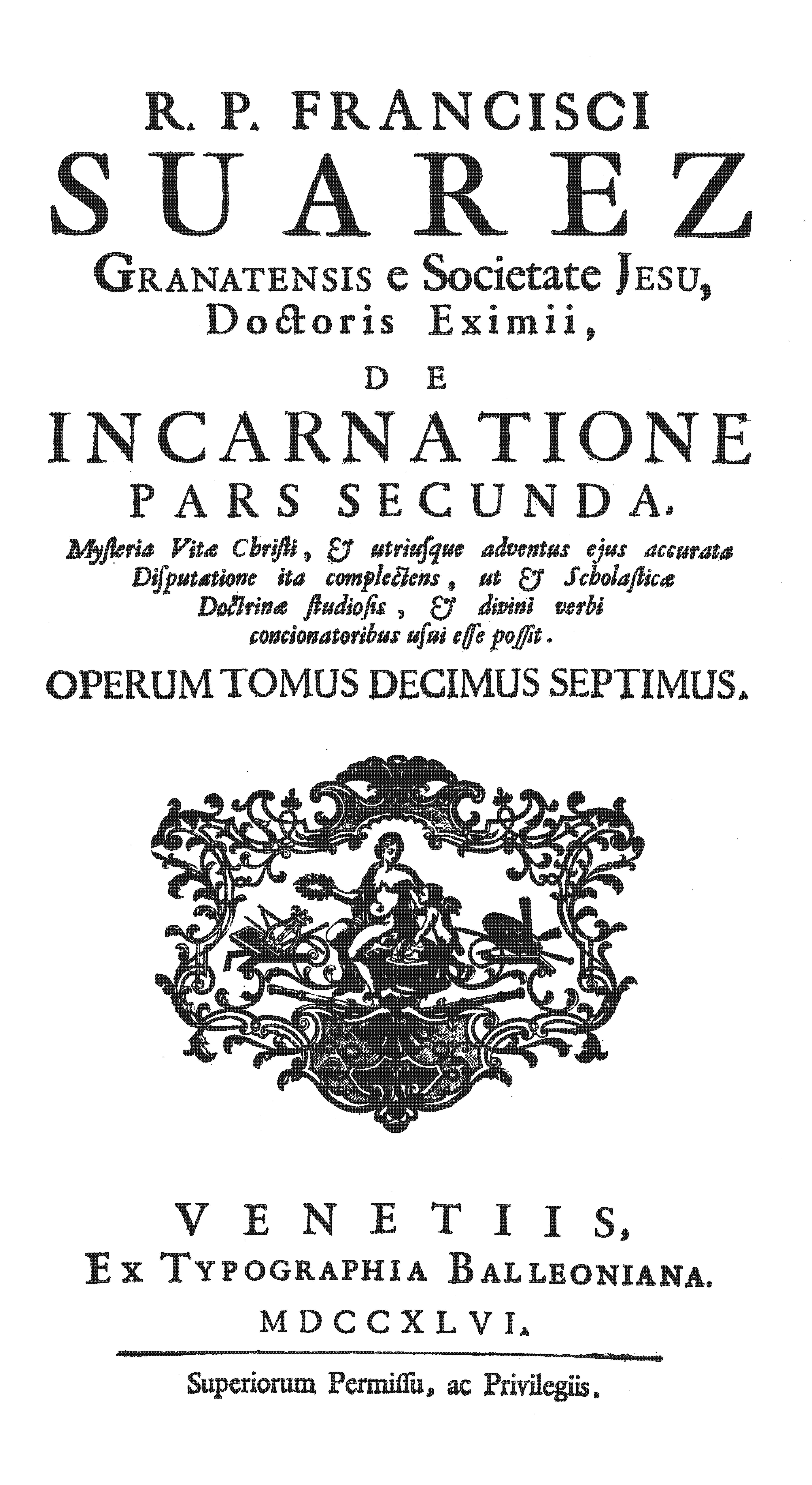
De incarnatione, pars secunda (1746)

Retomando conceitos da Antiguidade grega e romana por intermédio de São Tomás de Aquino, Francisco Suárez tem sido considerado um dos autores mais importantes da chamada "Segunda Escolástica" seiscentista, e um dos precursores da ideia do pacto social (elaborado pelo povo de um estado por forma a torná-lo organizado e governável), mais tarde tratado também por outras figuras de proa como Thomas Hobbes ou, já no Iluminismo, John Locke.
Francisco Suárez fez uma importante reformulação do conceito de soberania, anteriormente teorizado por pensadores como Jean Bodin, analisando-o muito para além daquilo que os seus precursores haviam feito: o poder vem de Deus e é atribuído a toda a comunidade política. Por outro lado, estabelece também uma distinção importante entre a lei eterna, a lei natural, o direito das gentes, a lei positiva humana (direito civil) e a lei positiva divina (expressa, por exemplo, nos "Dez Mandamentos").
Considerado um dos mestres do direito internacional, a sua obra continua a de Francisco de Vitória e antecipa a de Grotius.

### Filosofia política
As ideias fundamentais da sua filosofia política encontram-se expostas em 'De legibus' (Coimbra, 1612) e em 'Defensio fidei catholicae' (Coimbra, 1613).
O tratado De legibus é um estudo exaustivo das leis em todas as suas formas, tratando temas como o principado político ou soberania popular, a lei natural, a obrigação da lei, o direito dos povos, a escravatura, o poder civil, a obrigação política, o juramento de fidelidade e a lei positiva canónica.
Ao tratar da lei civil, Suarez discute em abstracto a questão prévia da natureza da sociedade política e da autoridade do Estado. O seu conceito de partida pode resumir-se do seguinte modo: toda a lei supõe um legislador, e um legislador pressupõe uma autoridade. Para Suárez, a sociedade civil é natural ao homem e, como tal, tem a sua origem em Deus, criador da natureza. Este seu conceito não suscita qualquer dúvida entre os pensadores católicos, sendo ponto fundamental da doutrina social da Igreja. No primeiro capítulo do livro 3º 'De legibus', Suárez escreveu:
"é justo e conforme à natureza humana haver autoridade civil com poder temporal para reger os homens... e isto apoia-se em dois princípios: primeiro, que o homem é um animal social, que tende naturalmente e com toda a razão para viver em sociedade..., segundo, que na sociedade perfeita é necessário que haja um poder a que pertença o governo da colectividade... Sem isso haveria nela a maior confusão". Estas palavras são comentadas nos números 2, 3 e 4 do referido capítulo.
Suárez trata a seguir a questão da origem histórica das várias sociedades políticas e da maneira concreta como nelas se estabelece o poder que as governa, concluindo que a origem histórica da sociedade civil e do poder político não se pode justificar sem o consentimento ao menos implícito das vontades humanas. Distingue Suárez duas intervenções da vontade dos membros de uma sociedade política: o pactum associationis (pacto de associação) e o pactum subjectiones (pacto de sujeição). Pelo "pacto de associação", várias famílias consentem em viver unidas em consórcio político, mas é pelo "pacto de sujeição" que é atribuída ou conferida a autoridade sem a qual não existe sociedade política, deliberando-se acerca da forma de governo, fazendo a escolha das pessoas ou dos organismos que a hão-de exercer, realizando a estrutura constitucional do regime escolhido.
No tempo de Suárez, uma questão era apaixonadamente debatida no mundo cristão. Não havia dúvida de que a origem última do poder estava em Deus, criador de todas as coisas, mas dividiam-se as opiniões acerca da sua atribuição ou transmissão. Uns defendiam que era o próprio Deus quem conferia imediatamente o poder a determinadas pessoas, defendendo outros que esse poder era recebido da sociedade.
Tal é o problema de fundo debatido por Suárez na obra 'Defensio fidei catholicae'. A pedido do Sumo Pontífice, Suárez trata especificamente da questão da autoridade régia, rebatendo a teoria protestante do "direito divino dos reis", formulada por Jaime I (ou Tiago I) - James I - de Inglaterra. O assunto é examinado no livro 3º. Para o rei inglês a autoridade régia é de direito divino, não apenas no sentido de que todo o poder dimana da suprema autoridade de Deus, como afirma a tese católica, mas também no sentido de que Deus havia estabelecido a forma especial que o poder político reveste e a pessoa que dele se acha investida. Jaime I pretendia ter sido eleito pessoalmente por Deus para governar o seu povo; pretendia ter sido investido imediatamente por Deus na soberania da sua nação, tal como, para os católicos, o Pontífice romano é o Vigário de Cristo. De tal concepção, deduzia o rei inglês que não tinha que prestar contas do modo como exercia o poder, senão a Deus.
A esta teoria opõe Suárez a doutrina católica, que pode resumir-se deste modo: sempre que se forma uma sociedade civil surge nela o poder político como sua propriedade natural. O poder político não é recebido imediatamente de Deus para os governantes, mas só mediatamente por intermédio da sociedade organizada. Na instituição dos governantes das sociedades, no "pacto de sujeição" tal como o entende Suárez, é a própria sociedade que designa o titular do poder e lhe confere autoridade.
Mais tarde, procurou ver-se nesta filosofia de Suárez uma antecipação do "contrato social" de que falou Rousseau. As suas filosofias são porém radicalmente distintas. Antes de mais, Suárez não fala de um pacto, mas de um duplo pacto. Para Suárez, há um pacto de associação que constitui a sociedade ('pactum associationis') e um pacto de sujeição ('pactum subjectionis') que estabelece quem exerce o poder. Enquanto Rousseau imaginou que o estado natural do homem é o estado de isolamento individualista, sendo o "contrato social" um acto absolutamente arbitrário e livre, Suárez pensou que o homem é de sua natureza impelido a viver a sociedade, sendo a soberania uma propriedade do corpo social constituído em sociedade política.
Importa esclarecer este ponto, de grande importância na filosofia política de Francisco Suárez. Para Suárez, o poder não se encontra disperso pelos indivíduos que constituem a colectividade, como para Rousseau. Para Suárez, o poder não resulta da simples soma das soberanias individuais. O poder é uma realidade moral e só surge quando a sociedade se institui em sociedade política. Ao instituir-se o poder surge uma nova realidade - uma pessoa moral autónoma. A sociedade política é, para Suárez, uma entidade moral. Sendo este o ponto mais profundo do seu pensamento político, contrariado pelo pensamento político moderno tributário de Rousseau, pode ser útil ilustrá-lo com alguns exemplos.
Nós podemos, ou não, unir pelas extremidades três linhas para formar um triângulo. Depende da nossa vontade fazer ou não um triângulo, mas uma vez feito, deixa de depender de nós que a soma dos seus ângulos seja igual a dois rectos. Essa propriedade só pertence à figura já feita do triângulo.
Tomemos outro exemplo. Nós podemos reunir na proporção requerida o oxigénio e o hidrogénio a fim de obter água; se o fizermos, deixa de depender da nossa vontade as características da água. Essas características, queiramos ou não, são diversas das que têm separadamente o oxigénio e o hidrogénio. As características da água, não são sequer uma simples soma das propriedades desses dois elementos tomados isoladamente. De modo análogo, Suárez considera que a soberania não é uma soma de vontades individuais dos membros de uma colectividade, como para Rousseau; a soberania, o poder político, só existe numa sociedade constituída e institui-se com vista ao bem comum; é uma "pessoa moral autónoma".
Sendo diferentes os seus conceitos de soberania, diferentes são também os modos de explicar a sua transmissão dos governados para os governantes. Em rigor, segundo o autor do Contrato Social, não há transmissão de soberania ou poder. O povo é soberano, sendo os governantes delegados deste para exercerem a autoridade. De modo radicalmente diverso, segundo o autor de De legibus, há uma transmissão de poder e não uma simples delegação de poder.
Mas Francisco Suárez não enfrentava a perspectiva de Rousseau, enfrentava a teoria protestante do "direito divino do reis", segundo a qual o povo devia obediência absoluta ao rei por ter um poder recebido imediatamente de Deus. Na perspectiva de Suárez, o poder do rei era transmitido imediatamente pelo povo, mas na condição de servir o bem comum. Era por isso um poder revogável, se não fosse utilizado para o fim que legitimara a sua transmissão. Ao povo organizado em comunidade política, assistia pois o direito de deposição do rei quando este não cumpria os termos do contrato de sujeição estabelecido no acto da sua atribuição. Em síntese, ao povo organizado em comunidade política assistia o direito de revolta contra a tirania.
Estas são as ideias fundamentais da filosofia política de Francisco Suárez, expostas em 'De legibus' (Coimbra, 1612) e em 'Defensio fidei catholicae' (Coimbra, 1613). Para conhecer em todos os pormenores o seu pensamento jurídico-político, encontram-se esclarecimentos e observações adicionais nos seus tratados teológicos, como, por exemplo, no livro 5º de De opere sex dierum (obra póstuma de 1621), onde são tratadas as características da sociedade civil e da autoridade que a rege.

### Posteridade de Francisco Suárez

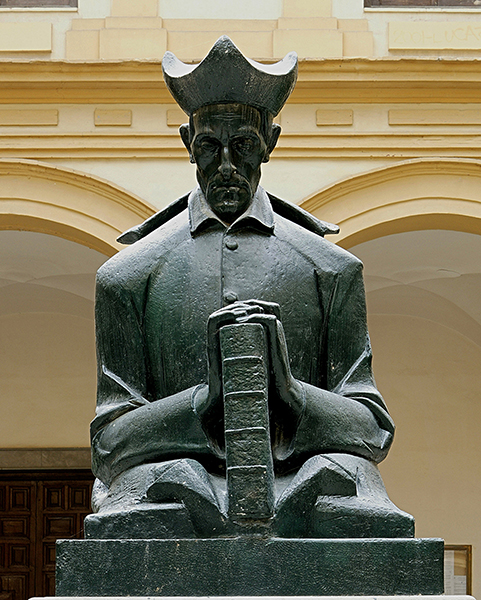
Monumento de Francisco Suárez em Granada.

Após a morte de Francisco Suárez em Lisboa, os jesuítas de Portugal publicaram dez volumes dos seus trabalhos, entre 1619 e 1655, dando origem a um vasto conjunto de edições parciais em Coimbra, Évora, Leão, Salamanca, Madrid, Colónia, Paris, Génova, etc..
A sua obra foi muito considerada no século XVII, exercendo influência em autores como Grotius, Descartes e Leibniz, sendo significativo que o restauro de uma das alas do velho colégio dos jesuítas em Salamanca tenha então sido realizado com o dinheiro obtido com a publicação dos seus estudos teológicos.
No século XVIII, o Papa Bento XIV considerou que o Século de Ouro espanhol teve duas grandes luzes: Velazquez e Suárez. Em Madrid, o Padre Noel, S. J., publicou um compendio da sua teologia (1732), recobrando pouco depois interesse pela obra de Suárez em Veneza, ao ser publicada em 23 volumes, entre 1740 e 1757.
Em meados do século XIX, a obra de Francisco Suárez despertou muito interesse em Paris, sendo publicados 28 volumes entre 1856 e 1861; até essa altura, apenas se haviam publicado em França excertos e compêndios do seu pensamento, com fins sobretudo escolares. As edições de Paris, e o renascimento católico de finais do século XIX e inícios do século XX que se lhe seguiu, veio a despertar uma longa cadeia de estudos, se bem que não em língua portuguesa.
Podem ser identificadas algumas etapas na recepção mais recente da obra de Suárez. A redescoberta do conteúdo da obra de Suárez parece ter partido da monografia de Karl Werner. Depois deste livro, dão-se várias vagas de estudos, com importantes marcos em 1917, 1927, 1934, 1948, e 1971.
Em 1917, ao comemorar-se o terceiro centenário da morte de Suárez, iniciou-se o estudo sistemático, unitário e orgânico, do seu jusnaturalismo, com a participação de, entre outros, Elorduy, Zaragüeta, Ambrosetti, Mesnard, Gómez Arboleya, Messner.
No pós-guerra, desligado dos seus fundamentos metafísicos, o pensamento filosófico-jurídico suareciano ganhava relevo, destacando-se as monografias de Heinrich Rommen e Luis Recaséns.
Ao descobrir-se no pensamento de Francisco Suárez e de Francisco de Vitória as origens do direito internacional moderno, vários autores chegam a indicar o estudo e a difusão das suas obras como uma tarefa a realizar para sustentar uma nova ordem ocidental mais pacífica.
A "Segunda Escolástica" Seiscentista, com relevo para a que se produzira nas Universidades de Coimbra e de Salamanca, recuperava algum do prestígio que tivera no século XVII. O interesse pela obra de Suárez vem a atingir um ponto alto em 1948 com as edições do quarto centenário do seu nascimento. Com a difusão da obra de Heinrich A. Rommen, no início dos anos 50, abre-se uma nova etapa de aprofundamento nos diversos aspectos da sua obra, da teologia à filosofia, do jusnaturalismo à ontologia política. Em 1971, surgiu um novo impulso ao estudo com a edição crítica das obras de Suárez, em castelhano, no Corpus Hispanorum de Pace pelo Consejo Superior de Investigaciones Científicas (Madrid), a par das obras de, entre outros, Francisco de Vitória, Domingo de Soto, Melchor Cano e Bartolomé de Medina.

### Recepção em Portugal
Nos séculos XVIII e XIX, ignorou-se quase por completo em Portugal a obra de Francisco Suárez, vindo este país a ficar no século XX praticamente à margem da redescoberta europeia e americana. As razões são antigas e duradouras. O iluminista marquês de Pombal, se apreciava muito a teoria protestante do “direito divino dos reis”, apreciava muito pouco as teorias de Suárez e em geral dos jesuítas, apodados de “monarcómacos”. Quando Pombal expulsou os jesuítas de Portugal, Suárez tinha morrido fazia mais de um século. Pombal não mandou retirar os restos mortais de Suárez da Igreja de São Roque, em Lisboa, onde ainda hoje estão depositados na capela do altar da Anunciação, mas aproveitou as obras posteriores ao terramoto de 1755 para mandar colocar-lhe em frente um bem pesado órgão, de tal modo que não mais fosse lembrado. Os jesuítas voltaram mais tarde a Portugal, mas para serem de novo expulsos na sequência da implantação de uma República que, em 1914, abriu concurso para erigir uma estátua a Pombal no topo da Avenida da Liberdade, em Lisboa, inaugurada pelo ministro Duarte Pacheco em 1934 e não, como já aleivosamente se disse, por Oliveira Salazar, o qual, bem como o Marechal Carmona, nem sequer estiveram presentes à cerimónia de inauguração.
Em Portugal, com a excepção da redescoberta de Suárez pelos mestres do Integralismo Lusitano, atentos ao papel desempenhado pelo seu pensamento político na matriz doutrinal da Restauração de 1640 (na deposição de Filipe III de Portugal, Filipe IV de Espanha), sob cuja influência se publicou um ou outro pequeno livro ou artigo de revista, como no caso de Paulo Merêa, a verdade é que se viveu um fundo e longo letargo nos estudos suarecianos durante praticamente todo o século XX. Talvez estejamos agora a assistir a um virar de página. Surgiu recentemente a promessa de tradução para português das suas obras (as publicações iniciais foram em latim), começando-se pelo Livro I, Da Lei em geral, do De Legibus (Lisboa, Tribuna da História, 2004).

## Obras

Prima pars Summae theologiae de Deo vno et trino

- De generatione et corruptione, 1575. (Manuscrito da “Biblioteca della R. universitá di Pavía”, Itália.)
- De fide, Roma, 1583.
- Disputatio ultima de bello, Roma, 1584.
- Quaestiones de iustitia et iure, Roma, 1585.
- De baptismo parvulorum, Alcalá, 1587.
- De Incarnatione Verbi, Alcalá, 1590.
- De homicidio in defensionem propriae personae, Alcalá, 1592.
- Disputationes metaphysicae, 1597. Projecto digital dirigido pelos Prof. Salvador Castellote e Michael Renemann (latim),
- Varia Opuscula Theologica, Madrid, 1599.
- De opere sex dierum, Coimbra, 1600.
- De Legibus tractatus, Coimbra, 1601-1603 (são conhecidos outros manuscritos desta obra: o "Manuscrito de Roma", 1582; o "Manuscrito de Coimbra", 1602; o "Manuscrito de Lisboa", de 1607).
- Tractatus de legibus ac Deo Legislatore, Coimbra, 1612; Antuérpia, 1613; Lyon, 1613.
- De Defensio Fidei Catholicae adversus Anglicanae sectae errores, Coimbra, 1613; Francoforte, 1614.
- De Fide, 1615.
- De anima, Lyon, 1621 (obra póstuma).
- De triplici virtute theologica, 1621 (obra póstuma)(teve a colaboração do seu aluno e colega André de Almada[10]).